# Otto Gildemeister
Otto Gildemeister (født 13. marts 1823, død 26. august 1902) var en tysk redaktør og oversætter.
Gildemeister arbejdede fra 1846 ved "Weserzeitung", hvis redaktion han overtog 1850. Han var medlem af senatet og gentagne gange borgmester i sin fødeby Bremen. Han er især blevet bekendt ved en udmærket oversættelse af Byron (6 bind, 5. oplag 1904), af en del Shakespeareske, især historiske, skuespil, af Shakespeares sonetter (1871), samt af flere italienske digtere, som Dantes Divina Commedia.